# 鎧角魴鮄
鎧角魴鮄，為輻鰭魚綱鮋形目牛尾魚亞目角魚科的其中一種，分布於西太平洋區的菲律賓及澳洲西北海域，棲息深度可320-500公尺，體長可達8.9公分，為底棲性魚類，生活在大陸棚，屬肉食性。

## 擴展閱讀
維基物種上的相關：鎧角魴鮄